# Andrés Gazzotti
Andrés Gazzotti (* 30. Mai 1896 in Chacabuco; † 1984) war ein argentinischer Polospieler.

## Erfolge
Bei den Olympischen Spielen 1936 in Berlin gehörte er als Kapitän neben Manuel Andrada, Roberto Cavanagh und Luis Duggan zur argentinischen Polomannschaft, die in der Vorrunde ihre Partie gegen Mexiko mit 15:5 gewann. Im Finale besiegten die Argentinier mit 11:0 auch Großbritannien und wurden damit Olympiasieger. Dabei kam Gazzotti in beiden Partien zum Einsatz und erzielte jeweils drei Tore. Bereits 1931 hatte er unter anderem mit Andrada auch die US Open gewonnen.
Sechs Wochen nach den Olympischen Spielen gehörte er zur siegreichen argentinischen Mannschaft beim Cup of the Americas. 1938 gewann er das einzige Mal die argentinischen Meisterschaften. Darüber hinaus gewann er verschiedene weitere Turniere, wie etwa das Campeonato Abierto de Polo del Hurlingham Club. 1943 gewann er mit Los Indios die Tortugas Open.